# Burton Lawless
Burton Lawless é um ex-jogador profissional de futebol americano estadunidense.

## Carreira
Burton Lawless foi campeão da temporada de 1977 da National Football League jogando pelo Dallas Cowboys.